# Delilia inelegans
Delilia inelegans là một loài thực vật có hoa trong họ Cúc. Loài này được (Hook.f.) Kuntze mô tả khoa học đầu tiên năm 1891.